# Хоплоцефали
Хоплоцефалите (Hoplocephalus) са род влечуги от семейство Аспидови (Elapidae).
Таксонът е описан за пръв път от Йохан Георг Ваглер през 1830 година.

## Видове
- Hoplocephalus bitorquatus
- Hoplocephalus bungaroides – Бунгароиден хоплоцефал
- Hoplocephalus stephensii